# Мала Хайча
Мала́ Хайча — село в Україні, в Коростенському районі Житомирської області. Входить до складу Овруцької міської громади. Населення становить 368 осіб.

## Історія
У 1906 році Хайча Мала, село Норинської волості Овруцького повіту Волинської губернії. Відстань від повітового міста 12 верст, від волості 4. Дворів 48, мешканців 343.